# Моравська брама

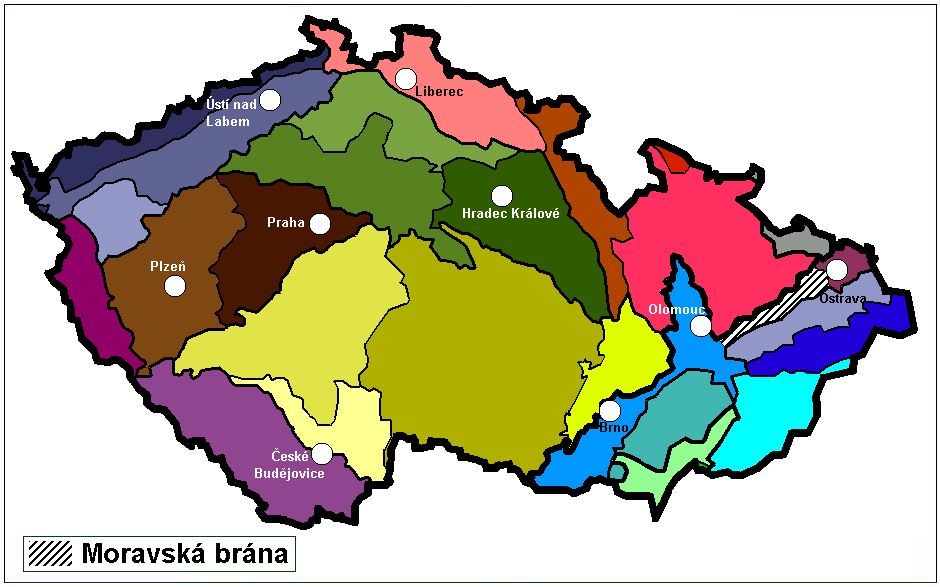
Моравська Брама на мапі Чеської республіки

Моравська брама (чеськ. Moravská brána, пол. Brama Morawska, нім. Mährische Pforte, словац. Moravská brána) — географічний регіон у Моравії, Чехія. Є
улоговиною (низовиною між горами) між Карпатами на сході і Судетами на заході й вододілом між верхів'ям річки Одер, сточища Балтійського моря на півночі і — річкою Бечва сточища Дунаю.
Розташовується між гірськими хребтами і простягається від Моравії до Чеської Сілезії в північно-східному напрямку близько 65 км в довжину. З півночі територія обмежена злиттям річок Ользи і Одри. На півдні обмежена хребтом Маленик. 
Вершина Брами знаходиться між селами Ольшовець й Белотін — 310 м над р.м..
Моравська Брама була колись природною історичною межею між Моравією і Сілезією (нині Моравсько-Сілезьська область з іншими адміністративними кордонами).
Вона з древніх часів була сполученням між південною Європою та країнами на північ від Судетів та Карпат. Нею проходили найважливіші торговельні шляхи з Південної Європи до Балтійського моря (наприклад, Бурштиновий шлях) й з чеських земель Верхньої Сілезії у Малу Польщу.
Сьогодні шосе D1 прямує від моравської столиці Брно до Острави, у центр Мораво-Сілезького краю. На півночі дорога доходить до кордону з Польщею в районі міста Водзіслав-Шльонський. Австрійська Північна залізниця побудована в 1847 році, Відень — Богумін також перетинали Моравську браму.